# 当麻町ケーブルネットワーク
当麻町ケーブルネットワーク（とうまちょう-）は、北海道上川郡当麻町が、設置・運営をしているHFC方式のケーブルテレビ施設である。2010年11月サービス開始予定。

## 局舎施設所在地
- 当麻町3条東2丁目

## サービスエリア
- 北海道上川郡当麻町

## 主な放送チャンネル

### 無料放送
- 地上デジタルテレビ放送
  - CATVバススルー方式で実施される。視聴するには「CATVパススルー対応 全帯域（VHF・MID・SHB・UHF）」のチューナーであることが必要である。
- IP告知音声放送
  - 当麻町により、実施される。

### 有料放送
- 旭川ケーブルテレビによる多チャンネル放送が実施される。

## 通信サービス
- 町内無料通話の電話サービス
- 旭川ケーブルテレビによる、インターネット接続サービス・IP電話サービス
- 旭川ケーブルテレビ・KDDI提携（両社の公式サイトで公表）のケーブルプラス電話